# Хајдук Вељков конак
Хајдук Вељков конак у Јагодини представља непокретно културно добро као споменик културе, решењем Завода за заштиту и научно проучавање споменика културе НРС бр. 219/50 од 13. марта 1950. године.
Конак се налазио у улици Кнегиње Милице у Јагодини. Нема поузданих података о години подизања конака, али се претпоставља да је саграђен почетком 19. века. Састојао се од приземља и спрата. Приземље су чиниле две велике просторије са два улаза и четири прозора. Из дворишног дела, преко трема дрвеним степеницама, ступало се на спрат конака. Са стране окренуте ка улици, у спратном делу, био је избачен доксат са богато орнаментисаним дрвеним стубовима. Кров је био вишесливан, покривен ћерамидом. Због лошег стања у коме се налазио конак након олује у јулу 1999. године извршена демонтажа заштићених делова објекта.